# Josyne van Beethoven
Josyne ou Josijne van Beethoven, née Francisca Van Vlasselaer (vers 1540 — 13 septembre 1595) est une femme convaincue du crime de sorcellerie et brûlée vive Grand-Place de Bruxelles après une torture prolongée.
Josyne van Beethoven est une ancêtre de Ludwig van Beethoven,.

## Biographie
Francisca Van Vlasselaer nait à Kampenhout vers 1540. Elle épouse Aert van Beethoven et est mère de quatre enfants.
Le 5 août 1595, elle est arrêtée par ordre du mayeur  Jean-Baptiste Spoelberch à Kampenhout pour des soupçons de sorcellerie et est emmenée à la prison de Treurenberg à Bruxelles. Des villageois l'avaient accusée d'avoir pactisé avec le diable car à quatre occasions un cheval était mort dans le village à un endroit où elle était passée. Après son arrestation, d'autres témoignages arrivent : un cheval aurait uriné du sang et serait mort de coliques, et une vache aurait donné du lait aigre.
Après plusieurs interrogatoires où elle nie les accusations, elle est transférée le 18 août 1595 à Steenpoort, une prison réputée plus dure. Torturée au chevalet, elle finit par avouer le 13 septembre les faits qu'elle n'a pas commis. Interrogée sur les « autres sorcières » qu'elle connaissait, elle dénonce sa voisine Anna Versande qui sera bannie.
Josyne Van Beethoven est condamnée au bûcher 5 août 1595 ainsi qu'à la confiscation de tous ses biens au profit du trésor public et de la couronne. La veille de l'exécution, elle fait une tentative de suicide en avalant des tessons de poterie. Elle est brûlée lors d'une exécution publique sur la Grand-Place de Bruxelles le 13 septembre 1595.
Son mari, Aert van Beethoven, obtient auprès de la Cour des comptes de Bruxelles de  conserver la moitié des biens matrimoniaux confisqués. Cependant, il a dû s’acquitter de tous les frais liés à l’arrestation de Josyne : l’interrogatoire, le chevalet de torture et le bûcher.